# Suhl
Suhl (pronunciación en alemán: /zuːl/ⓘ) es una ciudad independiente (kreisfreie Stadt) ubicada al sur del estado federado de Turingia (Alemania). Está al sur del Bosque de Turingia y pertenece a la región cultural de Franconia.
La ciudad tiene una larga tradición minera e industrial. A finales del siglo XIX, Suhl se convirtió en el centro de la producción de armas de Alemania, especializándose en rifles y escopetas. La importancia histórica de Suhl en la producción de armas de fuego le ha valido el sobrenombre de Waffenstadt ("ciudad de las armas"). También tenía su sede en Suhl la hoy desaparecida empresa Simson, dedicada a la fabricación de automóviles, motocicletas y bicicletas.
En 1952, se convirtió en la capital del distrito de Suhl, uno de los 14 distritos en los que se dividía la República Democrática Alemana, lo que provocó, por un lado, una reurbanización del espacio público (cuyo legado, un centro de la ciudad con una arquitectura de hormigón típica de los años 1960, sigue siendo visible en el presente) y, por otro lado, una gran afluencia de habitantes. Así, la población creció desde los 25.000 habitantes hasta los más de 55 000 habitantes. Tras la caída del muro de Berlín y la reunificación de Alemania, Suhl sufre un prolongado declive urbano debido a la pérdida de sus funciones administrativas y el desmantelamiento de su industria.
Suhl es un importante centro deportivo y cuenta con instalaciones de alto nivel para practicar deportes de invierno y de tiro, como el campo de tiro nacional de la antigua Alemania Oriental, que fue sede de competiciones como el Campeonato Mundial de Tiro de 1986.

## Geografía física
El municipio de Suhl limita al norte con Zella-Mehlis y Benshausen (ambos pertenecientes al distrito de Ilm), al oeste con Dillstädt, al este con Gehlberg y Schmiedefeld am Rennsteig y al sur con St. Kilian, Schmeheim y Oberstadt (los tres pertenecientes al distrito de Hildburghausen).
Pertenecen a Suhl los lugares poblados (Ortsteile) de Albrechts, Dietzhausen, Goldlauter-Heidersbach, Heinrichs, Mäbendorf, Vesser y Wichtshausen.

## Historia
Los hallazgos arqueológicos testimonian el poblamiento del territorio de Suhl en torno al año 2000 a. C. Aproximadamente hacia el año 500 a. C. se estableció allí una población de origen celta, probablemente debido a los depósitos de mineral de hierro que se encuentran allí. Suhl es mencionada por primera vez en 1318. Durante la Guerra de los Treinta Años, es saqueada y destruida varias veces. En 1815, tras el Congreso de Viena, cayó, al igual que todo el condado de Henneberg al que pertenecía, bajo dominio de Prusia.
Durante el Tercer Reich, aprovechando la tradición de fabricación de armas de fuego, se convirtió en un lugar importante de producción de armas de guerra. Las tropas estadounidenses toman Suhl a principios de abril de 1945, pero en junio, las tropas soviéticas asumieron la ocupación de la ciudad. En 1952 se convierte en la capital del nuevo distrito de Suhl, que será disuelto tras la reunificación de Alemania, en 1990. Durante los años en que fue capital de distrito, la ciudad cambia radicalmente su apariencia. Una gran parte del centro histórico es demolido y las casas antiguas son reemplazadas por edificios nuevos de estilo socialista.
En 1990, con la reunificación alemana, Suhl pierde su capitalidad administrativa y se incorpora al nuevo estado federado de Turingia. Al igual que muchas localidades de la antigua RDA, Suhl se enfrenta problemas como el desempleo, la migración de los jóvenes y el envejecimiento de su población.

## Demografía

Evolución demográfica de Suhl desde 1871

En 1989, la población de la ciudad de Suhl alcanzó su máximo histórico, con más de 56.000 habitantes. Desde entonces, su población no ha dejado de descender.
| Fecha                   | Habitantes |
| ----------------------- | ---------- |
| 1525                    | 1255       |
| 1806                    | 6060       |
| 1 de diciembre de 1900  | 11 533     |
| 16 de junio de 1933     | 15 477     |
| 1 de diciembre de 1945  | 25 084     |
| 31 de diciembre de 1988 | 56 345     |
| 31 de diciembre de 2000 | 48 025     |
| 31 de diciembre de 2006 | 40 954     |

## Monumentos

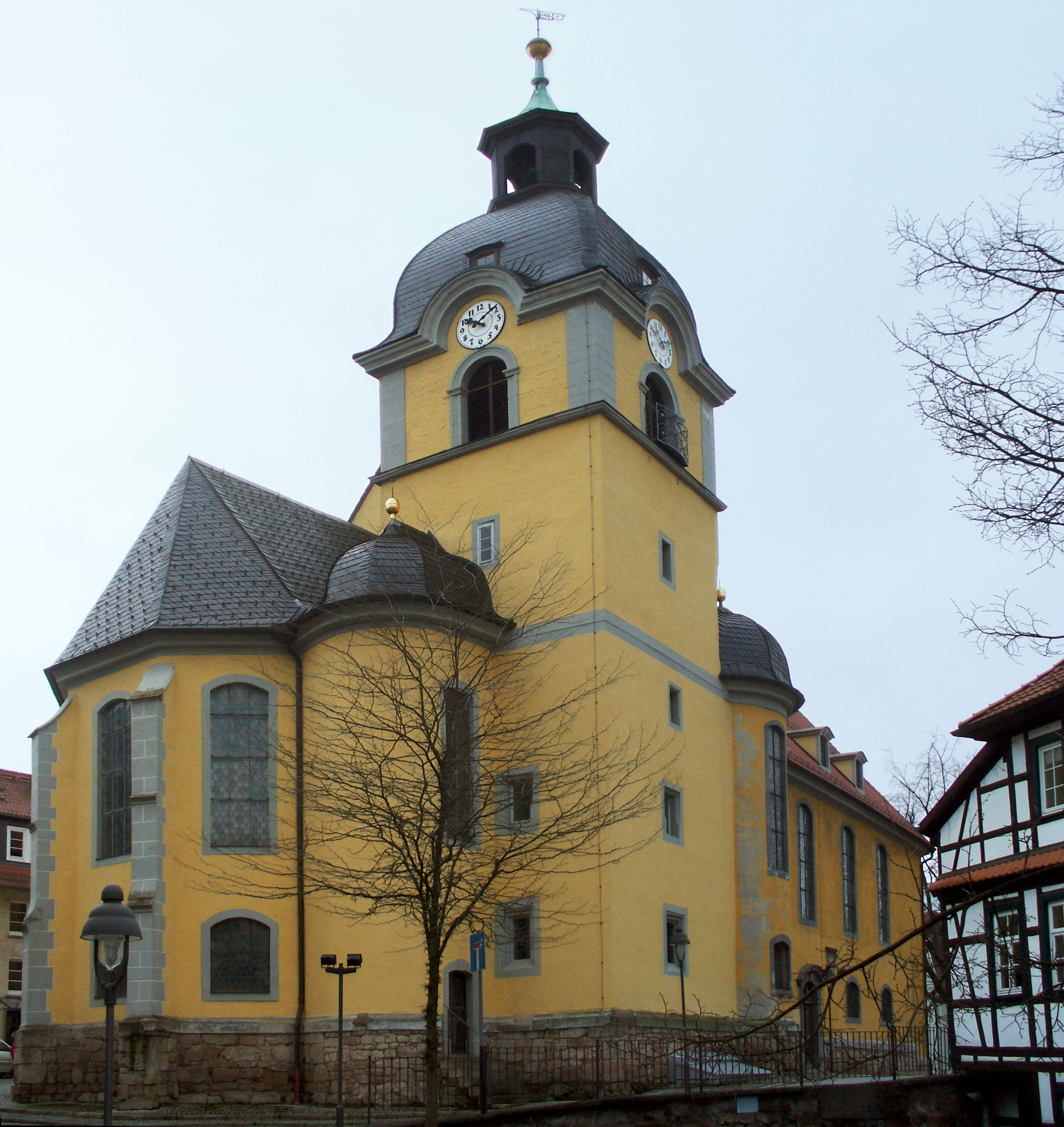
La iglesia St-Marien
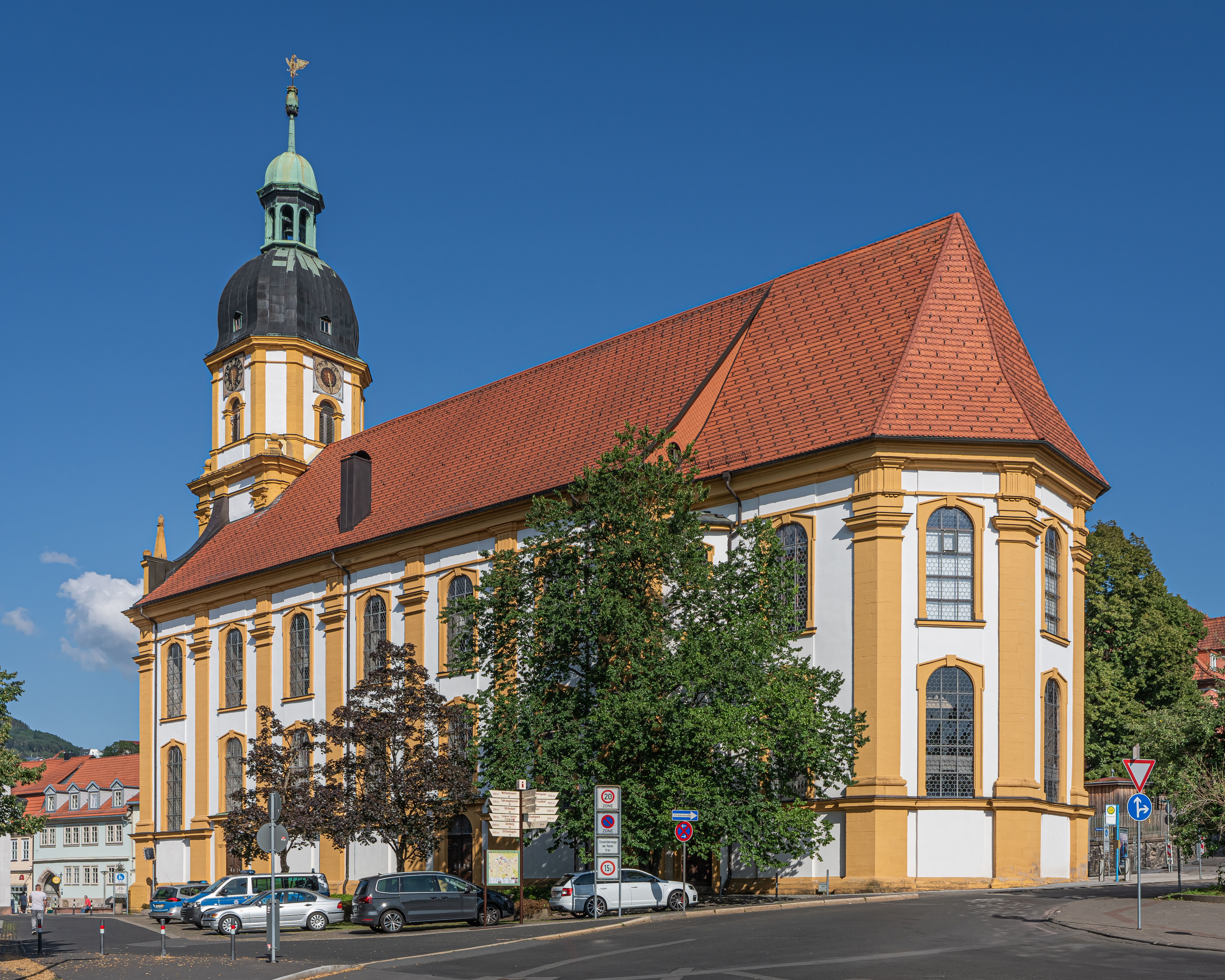
Kreuzkirche
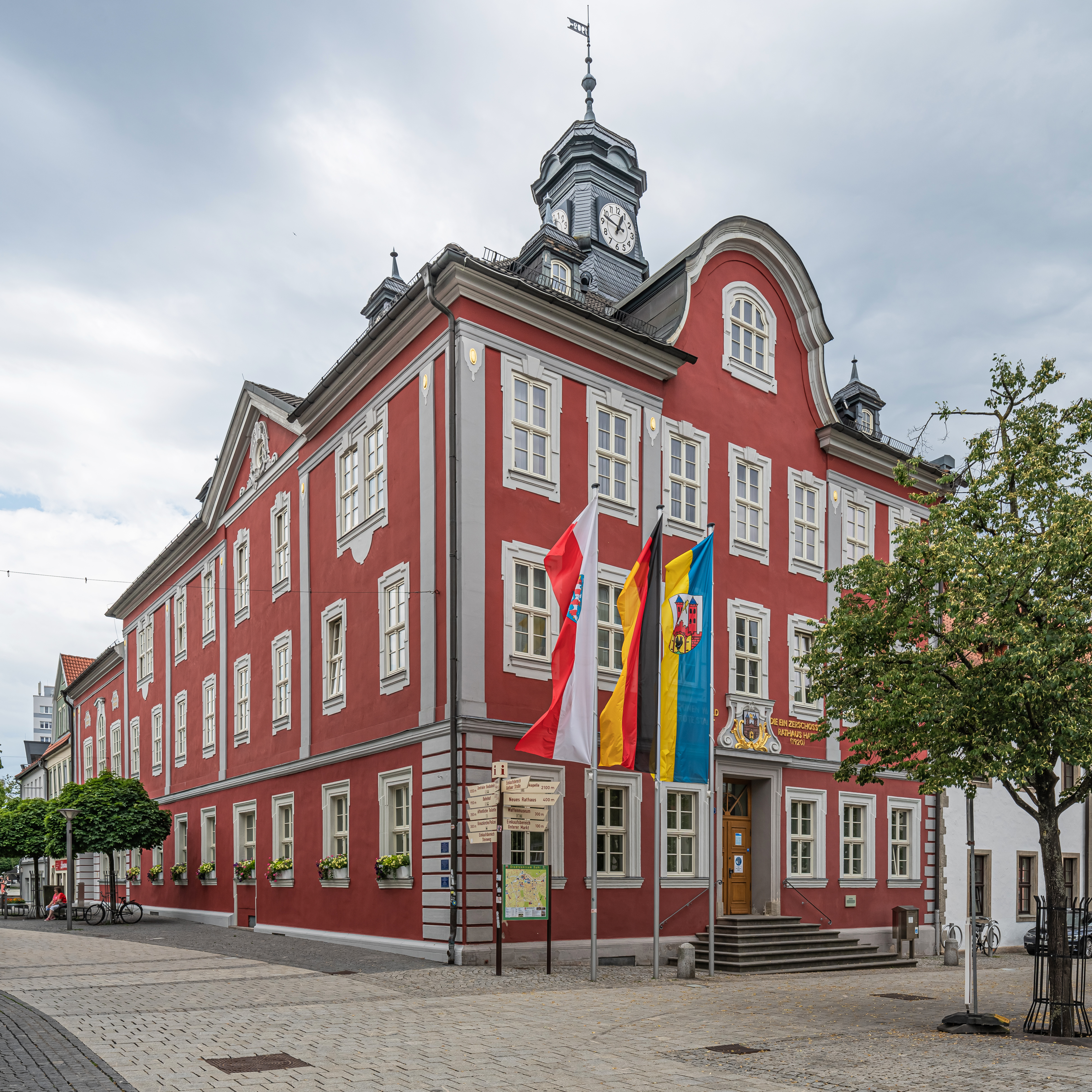
Edificio del ayuntamiento
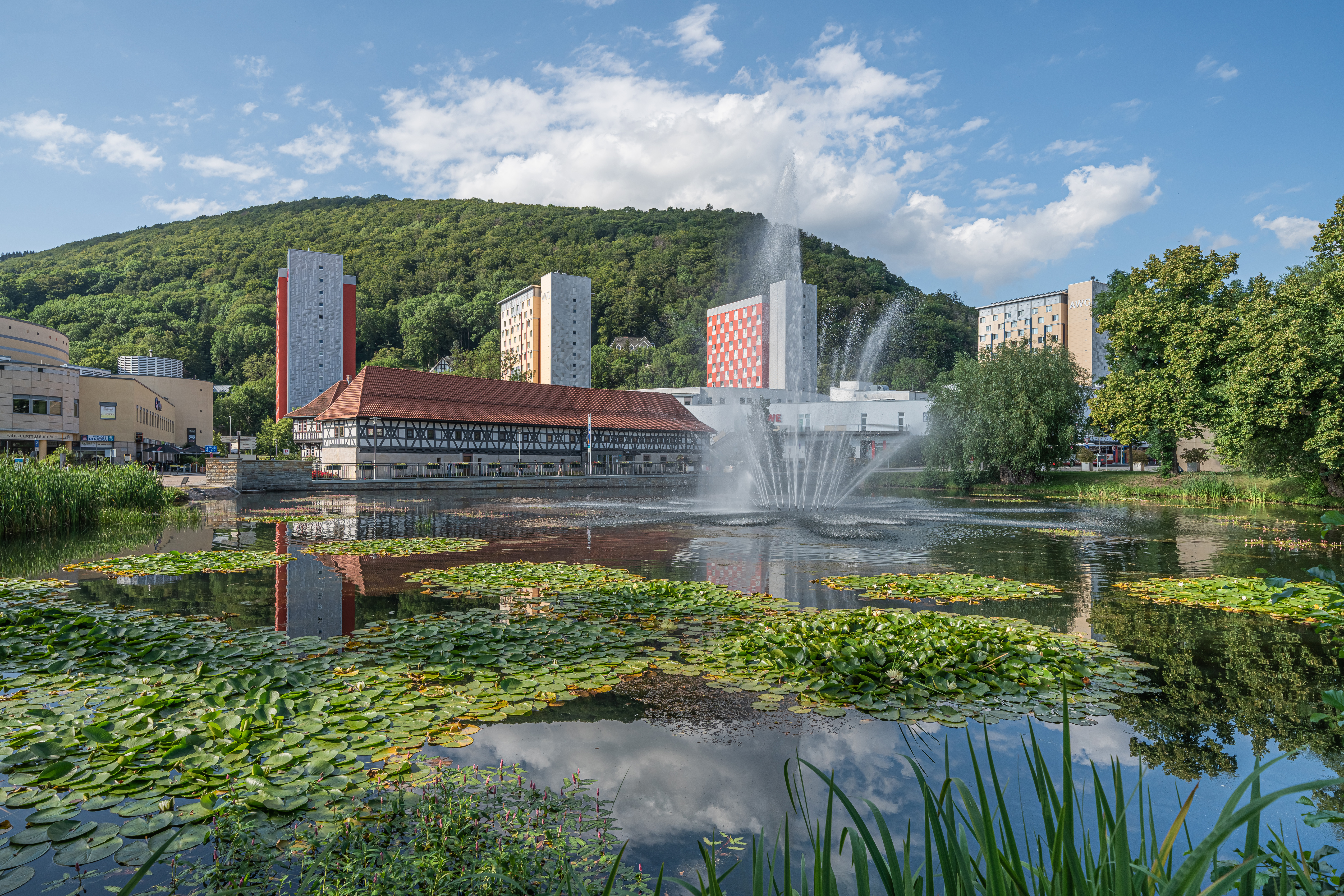
La Malzhaus, que alberga el museo de las armas
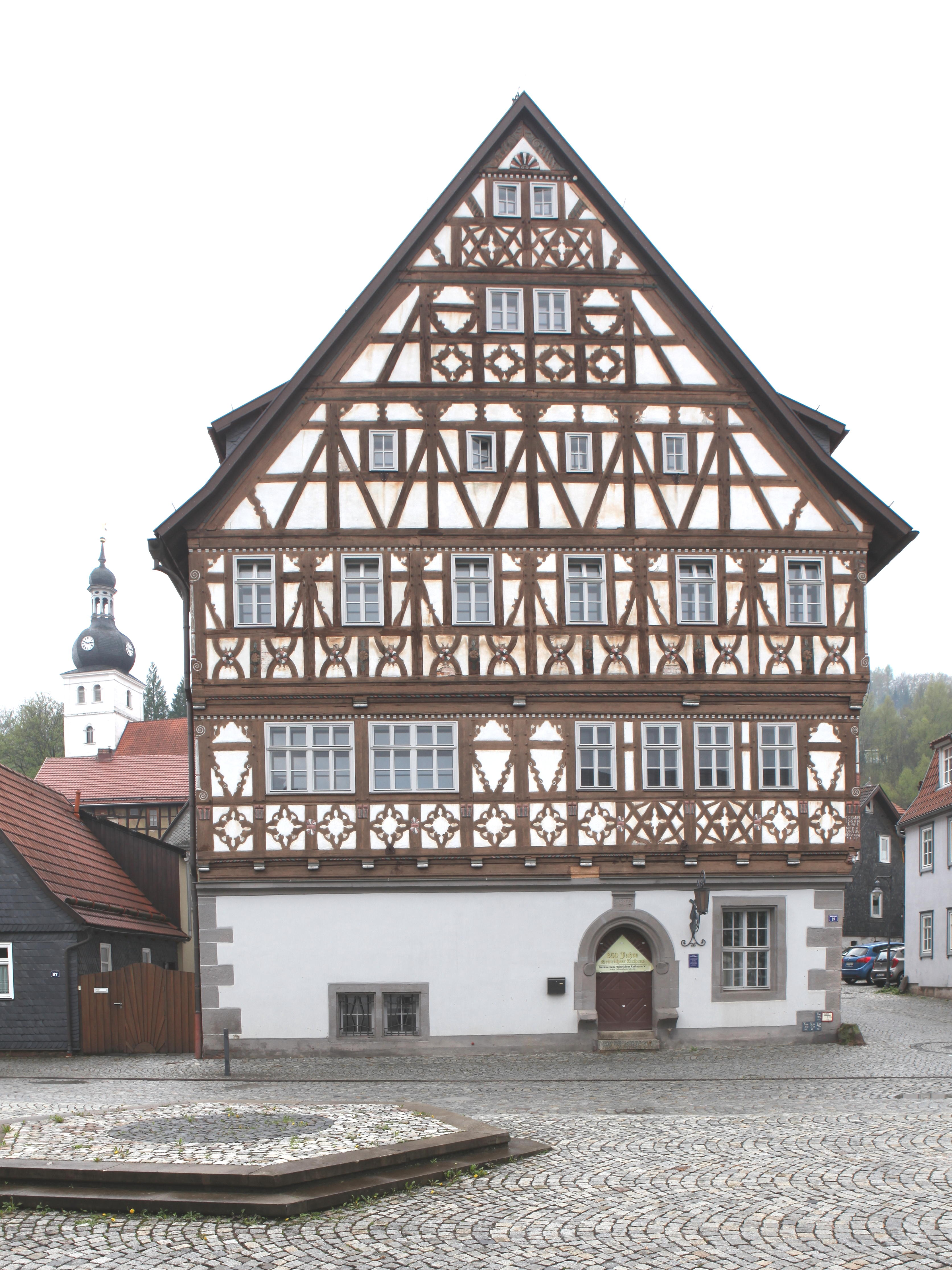
El ayuntamiento de Heinrichs

- La iglesia St-Marien (construida en 1487-1491, reconstruida tras los incendios de 1590, 1634 y 1753).
- Kreuzkirche (construida en 1731-1737)
- El ayuntamiento (construido en 1590, remodelado en 1910 en estilo barroco)
- El edificio de entramado de madera Malzhaus, que también alberga el Museo de las Armas (Waffenmuseum)
- Un conjunto de casas de entramado de madera en el pueblo de Heinrichs.

## Ciudades hermanadas
Suhl está hermanada con:
- Bègles (Francia, desde 1962)
- Kaluga (Rusia, desde 1969)
- České Budějovice (República Checa, desde 1979)
- Leszno (Polonia, desde 1979)
- Lahti (Finlandia, desde 1988)
- Wurzburgo (Alemania, desde 1988)
- Smolyan (Bulgaria, desde 1998)